# Cal Ponset
Cal Ponset és una casa de Cubells (Noguera) inclosa a l'Inventari del Patrimoni Arquitectònic de Catalunya.

## Descripció
Casa particular edificada l'any 1788 realitzada en pedra, ferro i fusta.

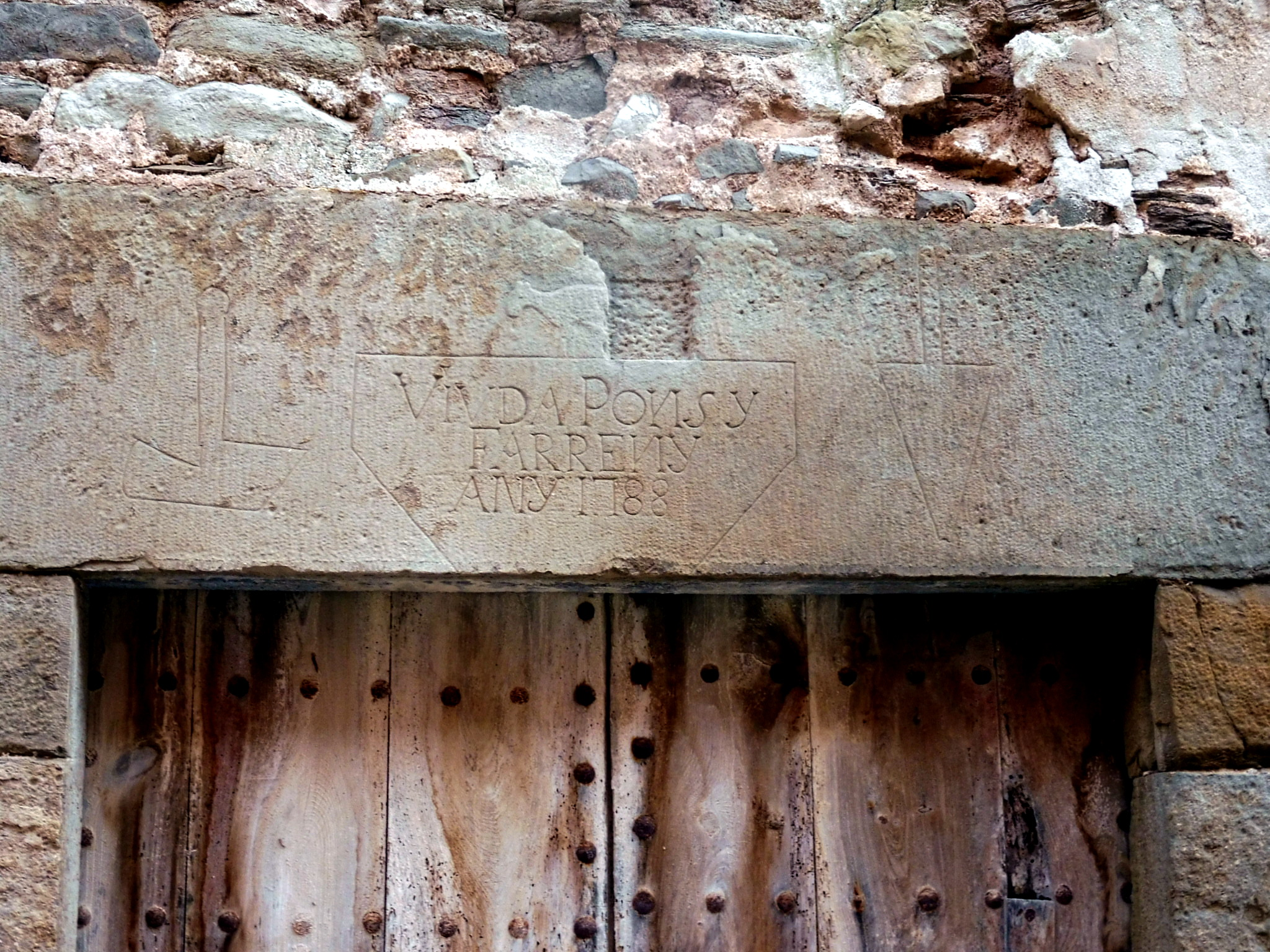
Llinda inscrita

La distribució interior de la casa no és simètrica. A la part de baix hi ha l'estable, actualment utilitzat per guardar coses. Una mica més amunt hi ha un rebost, i dos escales més amunt hi ha un altre cambra per emmagatzemar coses, i per sobre l'habitatge familiar. Té dos golfes i el més curiós és que al tercer pis hi ha l'hort.
A l'exterior hi ha cinc obertures, la porta d'accés, amb la inscripció «Viuda Pons y Farrens any 1788», dos balcons de ferro i damunt dos petits balcons amb poca sortida a l'exterior.

## Història
Aquesta casa degué ser construïda per la viuda Pons i Farrens, actualment pertany a la mateixa família. Ha sofert molt poques modificacions.
Aquesta casa en temps de la Guerra fou l'estable de tot el poble, al tenir tantes dependències, es traslladaven els animals al tercer pis, on hi ha l'hort, i quan venien els soldats no trobaven animals als estables.